# Маргарета Кірх
Маргарета Кірх (нім. Margaretha Kirch; 1703, Берлін — 1744, там само) — німецька астрономка, дочка Марії Кірх, сестра Крістіни Кірх.

## Життєпис
Маргарета Кірх народилася 1703 року в Берліні в родині німецьких астрономів Готфріда Кірха і Марії Кірх. Всіх своїх дітей — Маргарету, її старшу сестру Крістіну і їхнього брата Кристфріда — вони з дитячих років долучали до занять астрономією.
Готфрід Кірх помер, коли Маргареті було сім років. Марії Кірх не вдалося отримати, замість чоловіка, посаду штатного астронома Берлінської академії наук, і 1712 року їй, разом з дітьми, довелося продовжити свої спостереження в приватній лабораторії барона Бернхарда Фрідріха фон Кросігка (Bernhard Friedrich von Krosigk). Після смерті барона Марія з дочками переїхали в Данціг і повернулися в Берлін 1716 року, коли Кристфрід Кірх отримав посаду астронома Берлінської академії.
Сестри Крістіна і Маргарета стали асистентками Кристфріда в обсерваторії. Офіційного підтвердження своєї професії вони так і не отримали, хоча Крістіні, в кінці її кар'єри, вдалося домогтися визнання. Про діяльність Маргарети відомо значно менше. 1744 року вона була в числі перших спостерігачів великої комети C/1743 X1. Збереглися її щоденники за березень 1744 року, де вона протягом декількох днів описує вигляд спостережуваної комети. В інші дні Маргарета записувала в цих щоденниках, під заголовком «Gewitter Observationes» («Спостереження за погодою»), покази барометра і термометра, проте враження від спостереження рідкісного небесного явища було, ймовірно, настільки сильним, що за 5 березня ці записи відсутні: Маргарета пише виключно про комету.
Напевно, Маргарета ніколи не виходила заміж. Вона померла 1744 року в Берліні; Крістіна пережила її більше ніж на 40 років і померла 6 травня 1782 року.